# 不規則衛星

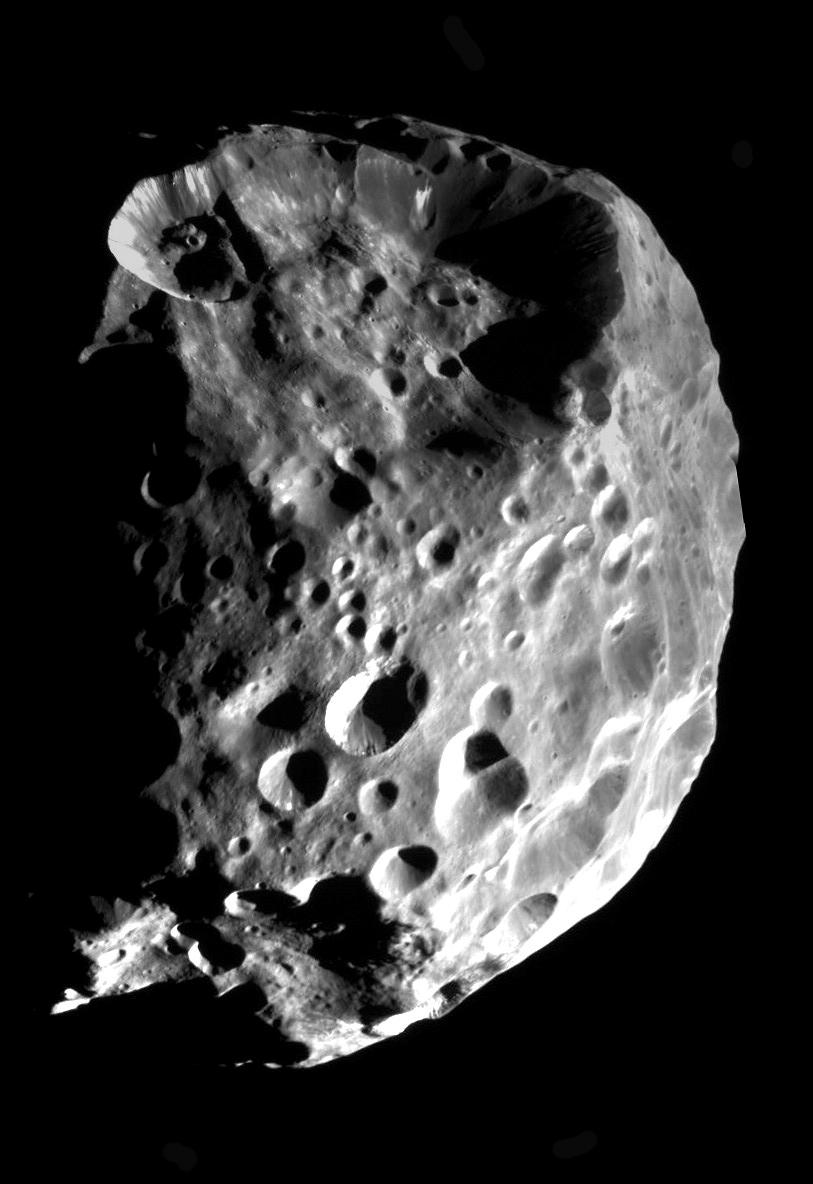
Phoebe，土星最大的不規則衛星。

不規則衛星是天文學中以逆行軌道環繞著行星的天然衛星，通常有著較遠的距離、傾角、和離心率。他們被認為是行星捕獲的，不同於規則衛星是原生的。
從1997年起，已經發現93顆不規則衛星，環繞著4顆巨行星（木星、土星、天王星和海王星）。在1997年之前，包括土星最大的不規則衛星Phoebe、木星最大的不規則衛星Himalia，只有10顆是已知的。天王星最大的不規則衛星Sycorax是在1997年發現的。目前認為不規則衛星原本是在靠近現在位置環繞太陽的日心軌道上，而在母行星形成不久之後就被捕獲。一種替代的理論，認為它們來自古柏帶，但現在的觀測並不支持這種說法。

## 定義
| 行星   | 希爾球半徑rH (Gm) |
| ------ | ----------------- |
| 木星   | 51                |
| 土星   | 69                |
| 天王星 | 73                |
| 海王星 | 116               |

不規則衛星還沒有被廣泛接受和明確的定義。非正式的，如果它們距離行星夠遠，以致於它們軌道平面的進動主要是受到太陽的控制，這顆衛星就是不規則衛星。

實際上，是以衛星的半長軸與行星的希爾球{\displaystyle r_{H}}（這是受到重力影響的球體）比較。不規則衛星的半長軸大於0.05 {\displaystyle r_{H}}與遠心點延伸超過0.65 {\displaystyle r_{H}}希爾球的半徑在鄰近的表格。

## 軌道

### 現在的分布

不規則衛星：木星（紅色）、土星（黃色）、天王星（綠色）、和海王星（藍色）。水平軸顯示與行星（半長軸）的距離，顯示出一部分行星希爾球的半徑。垂直軸顯示它們的軌道傾角。點或圓圈的大小顯示它們相對的尺寸。

已知的不規則衛星軌道有很大的差異，但仍有一些規則。逆行軌道遠較順行軌道普遍，比例高達83%，是軌道的基本型態。眾所周知，沒有衛星的軌道傾角超過55°（或是小於130°的逆行衛星）。另一方面，有些可以確定是同一群，其中一些小衛星與一顆較大的衛星共用相似的軌道。
在行星一定的距離之外，外圍的衛星軌道受到太陽高度的攝動，並且它們的軌道要素在短時間內就會發生廣泛的改變。例如，Pasiphae的半長軸在兩年內（單一軌道）改變達到1.5 Gm，傾角大約10°，離心率也在24年（兩倍木星公轉周期）大到成為0.4。
因此，平均軌道要素（一段時間的平均）用於特定的群，而不是在給定的時間使用吻切根數（相似的，固有軌道根數是用來測量小行星族。）。

### 起源
不規則衛星相信是從日心軌道上捕獲的。（事實上，巨行星的不規則衛星顯示它們與木星和海王星特洛伊，和灰色的古柏帶天體有著相同的起源。）為此，必須發生下面三件事中的其中一件：
- 能量散逸（例如，在原始氣體雲中的交互作用）
- 行星的希爾球在短期間（數千年）內有實質的擴展（40%）。
- 三體作用的能量移轉。這可以包括：
  - 一顆外來天體和衛星的碰撞（或密近接觸），導致外來天體失去能量而被捕獲。
  - 一對外來天體與行星（或可能是一顆現存的衛星）密切接觸，導致聯星中的一顆被捕獲。最有可能經由這個路徑的是崔頓[4]。

在捕獲之後，有些這樣的衛星可能碎裂成有著相似軌道的小衛星，形成群。共振可以進一步的修改軌道，使這些群變得無法辨識。

### 長期穩定項
值得注意的是，儘管在遠心點附近有著極大的攝動，在數值模擬下證明目前的軌道是穩定的。
在許多不規則天體中造成這種穩定性原因的事實是長期的或古在共振。
此外，類似的研究還獲得以下的結論： 
- 軌道傾角大於50°（或逆行軌道小於130°）是非常不穩定的：它們的離心率會增加，導致這顆衛星的出走[2]。
- 逆行軌道比順行軌道更穩定（可以進一步在行星發現更多穩定的逆行軌道衛星）。

離心率的增加會使近心點縮小，遠心點增大。衛星進入規則衛星（較大的）區會經由碰撞或密近接觸而被彈出或出走。另外，來自太陽日益增加的攝動使遠心點增加而使它們超越希爾球的範圍。
未來可以發現行星會有比順行軌道衛星更多的逆行軌道衛星，詳細的數值積分已經呈現出這種不對稱性。在離心率和傾角上，這個極限是個複雜的函數，但一般來說，半長軸在0.47 rH（希爾球半徑）以內是穩定的，而逆行軌道衛星的穩定可以延伸到0.67 rH。
順行軌道衛星半長軸的邊界是出人意料之外的。一顆順行軌道的衛星，如果以圓形軌道（傾角 = 0），在0.5 rH繞行，只要40年就會離開木星。這種影響可以用所謂的出差共振來解釋。衛星的遠心點，是行星對衛星控制力最弱的位置，被鎖定在太陽的共振位置上。每一次通過所累積的攝動效應，進一步的將衛星向外推出。
順行衛星和逆行衛星的不對稱，可以用行星在旋轉框架下的科氏力加速直接解釋。對順行衛星的加速使這個物體向外移動，逆行物體則會向內移動，因而使衛星穩定。

## 物理特性

### 尺寸

冪律的圖解，物件的數量取決於它們的大小。

在比地球更遠的距離上，已知的天王星和海王星不規則衛星都較木星和土星為多；應該還有更多的小衛星，只是還沒有被發現。但是，基於消除觀測上的偏差，四顆巨行星的衛星大小分布的比率應該是相似的。
通常，物件的數量{\displaystyle N\,\!}和直徑大小{\displaystyle D\,\!}的關係近似或等同於冪律：
{\displaystyle {\frac {dN}{dD}}\sim D^{-q}}，此處的q定義出斜率。
觀測到的大小在10至100公里†適用於低階的冪律（q～2），但是小於10公里‡則適用更高階的冪律（q～3.5）。
做為比較之用，古柏帶的物件分布適用於更高階的冪律（q～4），也就是說，有一顆直徑1,000公里的天體，就有1,000顆直徑大約100公里，較小的天體。大小的分布可以提供洞悉可能的來源（捕獲、碰撞/碎裂或增生）。 
†每找到一顆直徑100公里的物件，就可能有10顆10公里的物件可以發現。

‡每找到一顆10公里的物件，就有140顆1公里的物件可以被發現。

### 顏色

這張圖解以不同的顯色顯示不規則的衛星：木星（紅色）、土星（黃色）、和天王星（綠色）。只有已知的不規則衛星以顏色呈現。作為參考的有半人馬小行星、Pholus和三顆傳統的古柏帶天體也在圖中繪出（灰色，大小未依照尺度）。
相關比較，請參考半人馬的顏色和KBOs。

不規則衛星的顏色可以透過色指數來研究：簡單測量在不同顏色濾鏡下的天體視星等，藍色（B）、可見光也就是綠黃色（V）、和紅。觀測到的不規則衛星顏色從無色彩的（帶著灰色）到淡紅色（但是不同於古柏帶天體的紅色）。 
| 反照率 | 無色彩 | 淡紅     | 紅      |
| ------ | ------ | -------- | ------- |
| 低     | C 3-8% | P 2-6%   | D 2-5%  |
| 中     |        | M 10-18% | A13-35% |
| 高     |        | E 25-60% |         |

每個行星的系統顯示略有不同的特性。木星的不規則衛星是灰色至淡紅色，包含C、P和D，有些群的衛星在觀察下顯示相似的顏色（見後面的章節）。土星的不規則衛星比木星的稍紅。
大的天王星不規則衛星（Sycorax和Caliban）被發現是淡紅（light-red），而較小的Prospero和Setebos是灰色，如同海王星的Nereid和Halimede 。

### 光譜
以目前的解析度，多數的可見光和近紅外光的光譜都呈現不出特徵。因此，只有在Phoebe和Nereid上推斷出水冰的存在，和在Himalia上發現可歸因於水蝕變的特徵。

### 自轉
規則的衛星通常都是潮汐鎖定（也就是說，它們的軌道與自轉是同步的，永遠以同一面朝向母行星）。對照之下，不規則衛星由於距離的遙遠，受到的潮汐力是可以忽略不計的，而且最大的衛星Himalia、Phoebe和Nereid的自轉週期被測定出來，都在十幾個小時的範圍內
（相較於它們的軌道周期都在數百天）。這種自轉速率與在同一區域典型的小行星是相同的。

## 共同起源的家族
有些不規則小行星出現成'群'的軌道，其中有幾顆衛星共享相似的軌道。主導的理論是這些天體構成碰撞家族，是一個更大天體破裂的一部份。

### 動力學的群
簡單的碰撞模型可以利用軌道參數所給的速度動量δV估計可能的集中趨勢。運用這些模型到已知的軌道參數，使得可能估計δV必須創建觀測到的集中趨勢。相信δV的數值在每秒數十米（5–50米/秒）的範圍內，可能是來自碎裂的結果。不規則衛星的動力學群可以使用這些準則和共同的起源，從破裂的可能性來評估和鑑定。
當軌道的集中區是太廣泛時（也就是說需要δV的數量級在每秒數百米），
- 必須假定有多次的碰撞，也就是說，這個群集應該進一步的細分成子群集。
- 或過去的碰撞值得注意的變化，例如來自共振的結果，必須被假設。

### 顏色的群
當衛星的顏色和光譜已經知道，給定的均質資料是所有在分組上有著共同起源，成為家族成員的一個重要的原因。但是，缺乏可用資料的準確性，在統計學上往往難以獲得結論。此外，觀測到的顏色不一定能代表衛星的主要組成分。

## 觀測的群

### 木星的不規則衛星

木星的不規則衛星軌道，線是出它們的族群。衛星的相對大小以圓圈的大小來呈現，在平行軸上的位置顯示到木星的距離，在垂直軸的位置指示出軌道傾角。黃色的線表示軌道離心率（也就是它與木星的距離隨軌道不同而異）。

通常，可以列出下列的分組（dynamically tight groups displaying homogenous colours are listed in bold）
- 順行衛星
  - 希馬利亞群共用的平均傾角為28°，它們受到的動力學制約（δV ≈ 150米/秒）。它們在可見光和近紅外線波長是同質的 (有著中性的顏色，類似C-型小行星)[12]。
  - 忒彌斯托到目前為止被認為是孤立的。
  - 卡爾波到目前為止被認為是孤立的。
- 逆行衛星
  - 加爾尼群共用的平均傾角為165°，它們受到的動力學制約（5 < δV < 50米/秒）。它的顏色非常均勻，每個成員都呈現出D-型小行星祖輩濃厚的紅色。
  - 安納金群共用的平均傾角為148°，它們的軌道參數呈現少量的分散（15 < δV < 80米/秒）。安納金本身似乎是淡紅色，但群內其它的成員是灰色的。
  - 帕西斐群非常的分散。帕西斐本身是灰色，而其它的成員（卡麗荷耶、Megaclite）是淡紅色。

希諾佩，有時也會包含在帕西斐群，是紅色和有著不同的傾角，它可能是被單獨捕獲的。
帕西斐和希諾佩也都陷落在木星的長期共振。

### 土星的不規則衛星
土星衛星的一般分群列出如下： 
- 順行衛星

土星的不規則衛星，顯示它們的群集（相關的說明請參考木星的圖說）。

  - 高盧衛星群共用的平均傾角為34°，它們的軌道受到動力學的制約（δV ≈ 50米/秒），並且他們有輕微的紅色；在可見光和近紅外波長下的顏色都是均勻的[12]。
  - 因紐特衛星群共用的平均傾角為46°，它們的軌道非常分散（δV ≈ 350米/秒）但在物理上是均勻的，共享輕微的紅色。
- 逆行衛星
  - 諾爾斯衛星群is defined mostly for naming purposes;它們的軌道參數非常分散，子分類的項目包括：
    - 菲比群共用的平均傾角為174°；這個群已經太分散了，在未來至少會在分散成兩個子次集團。
    - Skathi群可能是諾爾斯群下的一個子群。

### 天王星和海王星的不規則衛星
| 行星   | rmin   |
| ------ | ------ |
| 木星   | 1.5 km |
| 土星   | 3 km   |
| 天王星 | 7 km   |
| 海王星 | 16 km  |

天王星（綠色）和海王星（藍色）的不規則衛星（請參考木星圖說的說明）。

以目前所知，天王星和海王星的不規則衛星數量少於木星和土星。但是，相信這只是因為天王星和海王星的距離較遠，使得觀測困難所導致的結果。左邊的表格是以現在的技術，在反照率0.04的架設下，可以觀察到的衛星最小半徑；因此，幾乎可以確定天王星和海王星還有許多尚未被發現的小衛星。
由於越小的數量，在統計上越難獲得有效分類的結果。天王星的不規則衛星只有逆行衛星的單一來源似乎不太可能滿足軌道參數需要高度分散和高衝量（δV ≈ 300公里）的需求，這意味著衝擊體的大直徑（395公里），又要符合碎片散布的尺寸分布。相反的，已經推測至少有兩個群存在：
- Caliban群
- Sycorax群

這兩個群的區別（3σ信賴係數）在它們與天王星的距離和離心率上。但是，在顏色的觀察上並不支持這樣的分群：Caliban和Sycorax呈現橙紅色，而其他的小衛星是灰色的。
對海王星，Psamathe和Neso被注意到可能有相同的來源，鑑別出有著相似的顏色（灰色），同時還建議Halimede可能是Nereid的碎片，這兩顆衛星在太陽系的歲月中有很高的碰撞機率（41%）。

## 探勘

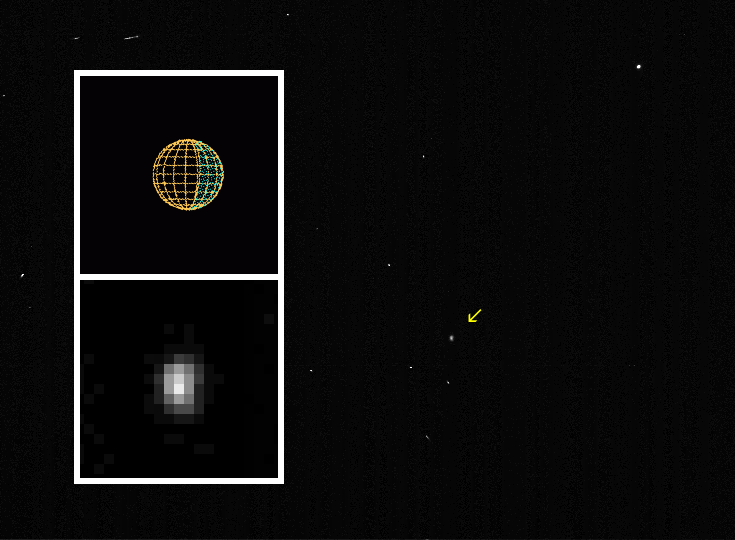
卡西尼遠距離的Himalia影像。

目前，唯一曾經有太空船造訪的不規則衛星只有土星最大的不規則衛星，Phoebe，卡西尼號在2005年拍攝了它的影像。卡西尼號也在2000年從遙遠的距離上捕捉到了Himalia的低解析影像。而未來，也還沒有太空船將造訪任何一顆不規則衛星的計畫。

## 外部連結
- David Jewitt's pages
- Scott Sheppard's pages（页面存档备份，存于）
- Discovery circumstances from JPL（页面存档备份，存于）
- Mean orbital elements from JPL（页面存档备份，存于）
- Ephemeris from IAU（页面存档备份，存于）